# Bertschikon bei Attikon

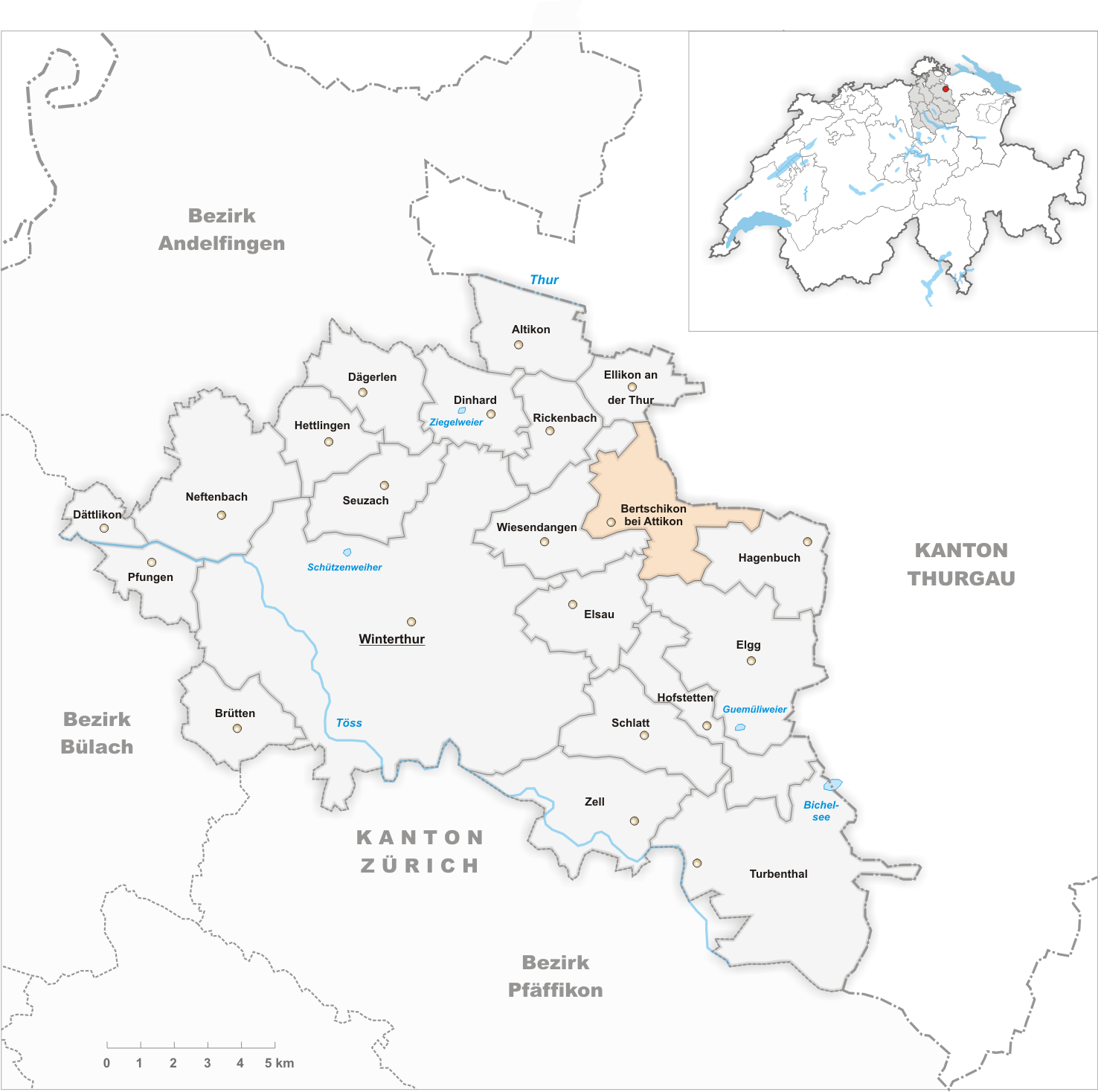
Gemeindestand vor der Fusion am 1. Januar 2014

Bertschikon ist eine Ortschaft in der Zürcher Gemeinde Wiesendangen. Bis zum 31. Dezember 2013 bildete sie eine eigenständige politische Gemeinde.

## Wappen
Blasonierung:
In Rot ein silberner Balken, belegt mit zwei roten und begleitet von fünf silbernen Sternen (3, 2)
Das Wappen Bertschikons wurde 1930 festgelegt. Die sieben Sterne weisen auf die sieben ursprünglichen Zivilgemeinden hin. Zwei rote Sterne im weissen Balken stehen für die ehemaligen Zivilgemeinden Zünikon und Gündlikon, die nach Elgg kirchengenössig waren, weitere fünf Sterne auf rotem Grund bedeuten die übrigen fünf (Bertschikon, Gundetswil, Kefikon ZH, Liebensberg und Stegen), die nach dem thurgauischen Gachnang kirchengenössig waren.

## Geographie
Bertschikon liegt innerhalb der Gemeinde Wiesendangen östlich und grenzt an den Kanton Thurgau. Die flachhüglige Landschaft dient mit 70 % vor allem der Landwirtschaft. Die kleine Waldfläche von 20 % ist nicht zusammenhängend und stark zerstückelt.

## Bevölkerung
| Jahr | Einwohner |
| ---- | --------- |
| 1836 | 823       |
| 1850 | 949       |
| 1900 | 643       |
| 1950 | 720       |
| 1960 | 733       |
| 2000 | 985       |
| 2007 | 999       |
| 2013 | 1091      |

## Politik
Gemeindepräsidentin vor der Fusion war zuletzt Brigitte Boller Schürch (parteilos).

## Wirtschaft
Die Landwirtschaft stellt einen wichtigen Wirtschaftsfaktor dar, doch entwickelt sich Bertschikon allmählich zu einer halbagrarischen Ortschaft.

## Verkehr
Die Autobahnen A1 Winterthur–St. Gallen und A7 Attikon–Frauenfeld und die Eisenbahnlinie Winterthur–Frauenfeld der Schweizerischen Bundesbahnen durchqueren das Ortsgebiet. Es besteht aber auf Grund der kleinen Einwohnerzahlen weder ein Vollanschluss an die Autobahnen noch eine Eisenbahnstation. An der A1 besteht eine Ein-/Ausfahrt Richtung St. Gallen, an der A7 eine Ein/Ausfahrt Richtung Frauenfeld; der nächste Vollanschluss an die A1 ist Oberwinterthur. Bertschikon und Gundetswil sind mit Autobus erreichbar, die übrigen Ortsteile haben keinen Anschluss an den öffentlichen Verkehr.

## Geschichte

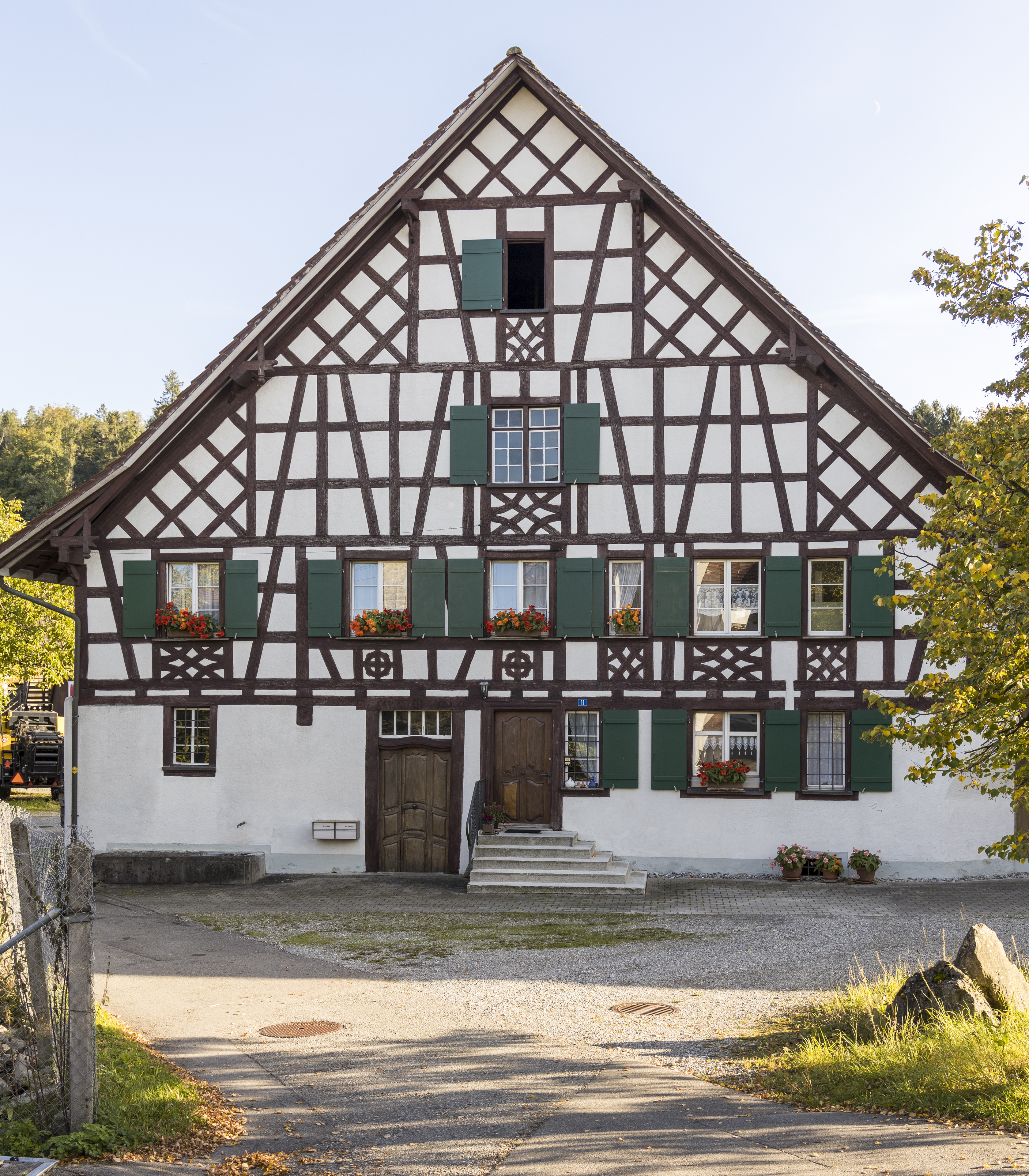
Ehemalige Mühle

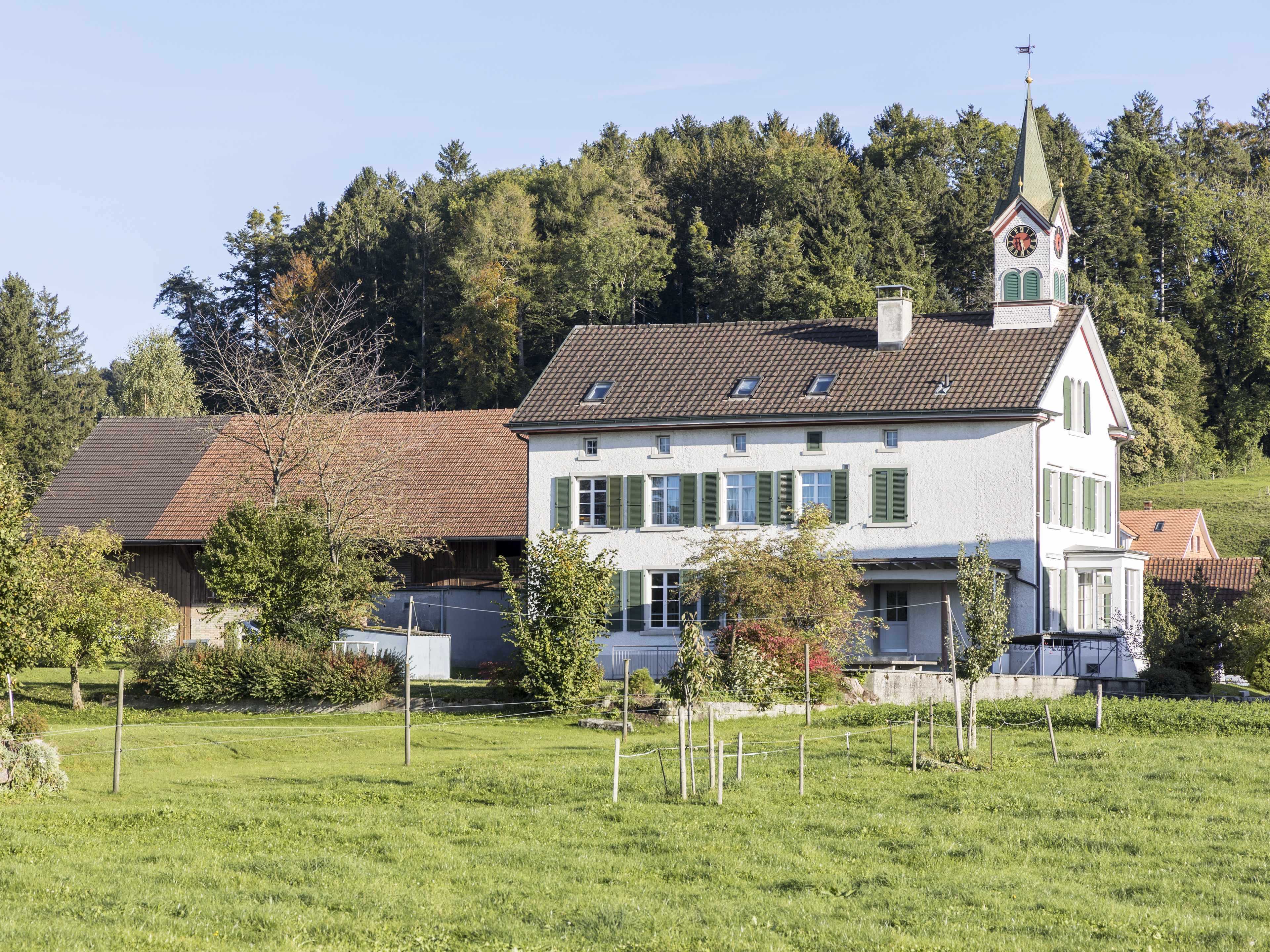
Ehemaliges Schulhaus

Im Ziegelacker sind Spuren römischer Besiedelung gefunden worden. Unweit der römischen Fernstrasse Vitudurum–Ad Fines wurden 1995 durch Luftbilder erste Anhaltspunkte für den Standort eines römischen Gutshofes nach geophysikalischen Messungen bestätigt, ebenso ein mit dem Gutshof in Zusammenhang stehender Weg. Eine Notgrabung im Jahr 2000 brachte einen Töpferofen und zahlreiches keramisches Material von Bechern, Krügen und Reibschüsseln zutage, was den Ort in den Zusammenhang einer belebten Siedlung zur Römerzeit stellte.
Bertschikon wird 1255 als Bersinkon erstmals urkundlich erwähnt. Für Gündlikon ist die Erwähnung als Gundilinchova im Jahr 1162 gesichert.
Von den mittelalterlichen Grundherren, den Habsburgern, Kyburgern und den Klöstern St. Gallen und Reichenau, ging Bertschikon im Jahr 1471 in die Zürcher Herrschaft über.
Die einstige Gemeinde Bertschikon bestand im 19. und teilweise noch 20. Jahrhundert aus den Zivilgemeinden Bertschikon, Gundetswil, Gündlikon, Zünikon, Liebensberg, Stegen und dem zürcherischen Teil von Kefikon. Daher rühren die sieben Sterne im ehemaligen Gemeindewappen. Auf den 1. Januar 2014 schloss sie sich dem benachbarten Wiesendangen an.
Das Bundesamt für Statistik (BFS) führte Bertschikon bis zur Fusion mit Wiesendangen unter der BFS-Nummer 0212.